# Aralia hypoglauca
Aralia hypoglauca é uma espécie vegetal do gênero Aralia.

## Sinônimos
- Hunaniopanax hypoglaucus C.J.Qi & T.R.Cao
- Pentapanax hypoglaucus (C.J.Qi & T.R.Cao) C.B.Shang & X.P.Li